# لويس مارتينيز (لاعب كرة قدم مكسيكي)
لويس مارتينيز (بالإسبانية: Luis Martinez)‏ هو لاعب كرة قدم مكسيكي، ولد في 9 فبراير 1990 في Barra de Navidad ‏ في المكسيك. لعب مع اوكلاهوما سيتي أنرجي.